# Večernji list
Večernji list je hrvatska dnevna novina koju izdaje zagrebačka kompanija „Večernji list d.d”.
Prvi broj lista izašao je 1. jula 1959, a nastao je spajanjem dveju tadašnjih dnevnih novina, Narodnog lista i Večernjeg vjesnika. List je, kao i njegovi prethodnici, bio posvećen manje politici, a više „običnim” temama poput sporta, mode, kriminala i svakodnevnog života, zbog čega je ubrzo postao najčitaniji dnevnikom u Hrvatskoj i stekao nadimak Večernjak. Nakon demokratizacije 1990. po političkim stavovima pozicionirao se uglavnom desno od centra. Prva ozbiljna konkurencija na zagrebačkom i nacionalnom tržištu 1998. postao mu je novopokrenuti Jutarnji list. Od 2000. je u vlasništvu austrijske medijske grupacije Styria AG.
Prema anketi „GfK Centar za istraživanje tržišta” iz 2001. godine, Večernji list je vodeći nacionalni list u zemlji s jakim regionalnim izdanjima.
Večernji list je projektom „Nogomet srcem” 2006. osvojio treće mesto na takmičenju „Ifra Cross Media Award 2006”, za praćenje Svetskog prvenstva u fudbalu, postavši prvi hrvatski dnevnik koji je osvojio neku međunarodnu nagradu.

## Glavni urednici
Kroz istoriju najnakladnijih hrvatskih dnevnih novina, Večernji list je vodilo 11 glavnih urednika:
- Tomislav Golubović (od 1959. do 1961)
- Mirko Bilić (od 1961. do 1963)
- Vera Vrcić (od 1963. do 1968)
- Davor Šošić (od 1968. do 1972)
- Milan Bekić (od 1972. do 1975)
- Drago Šubić (od 1975. do 1983)
- Stjepan Andrašić (od 1983. do 1990)
- Ivo Lajtman (od 1990. do 1992, a nakon smrti, kraće vrijeme zamenjivao ga je v.d. Vinko Česi, do novog gl. urednika)
- Branko Tuđen (od 1992. do 2001)
- Ružica Cigler (od 2001. do 2005)
- Miljenko Manjkas (od 2005. do 2006)
- Goran Ogurlić (od 2006)
- Dražen Klarić (od 2015)

## Spoljašnje veze
- Zvanični veb-sajt